# Isopora togianensis
Espèce
Synonymes
- Acropora cylindrica Veron & Fenner, 2000[1]
- Acropora togianensis Wallace, 1997[1]

Statut de conservation UICN

 EN A4ce : En danger
Isopora togianensis est une espèce de coraux de la famille des Acroporidae.

## Étymologie
Son nom spécifique, composé de togian et du suffixe latin -ensis, « qui vit dans, qui habite », lui a été donné en référence au lieu de sa découverte, les îles Togian, dans le golfe de Tomini en Indonésie. 

## Publication originale
- Wallace, 1997 : New species and new records of recently described species of the coral genus Acropora (Scleractinia: Astrocoeniina: Acroporidae) from Indonesia. Zoological Journal of the Linnean Society, vol. 120, pp. 27-50 (introduction) (en).